# Asparuchovo (distrikt i Bulgarien)
Asparuchovo är ett distrikt i Bulgarien.   Det ligger i kommunen Obsjtina Varna och regionen Oblast Varna, i den östra delen av landet, 400 kilometer öster om huvudstaden Sofia.